# 車公廟體育館

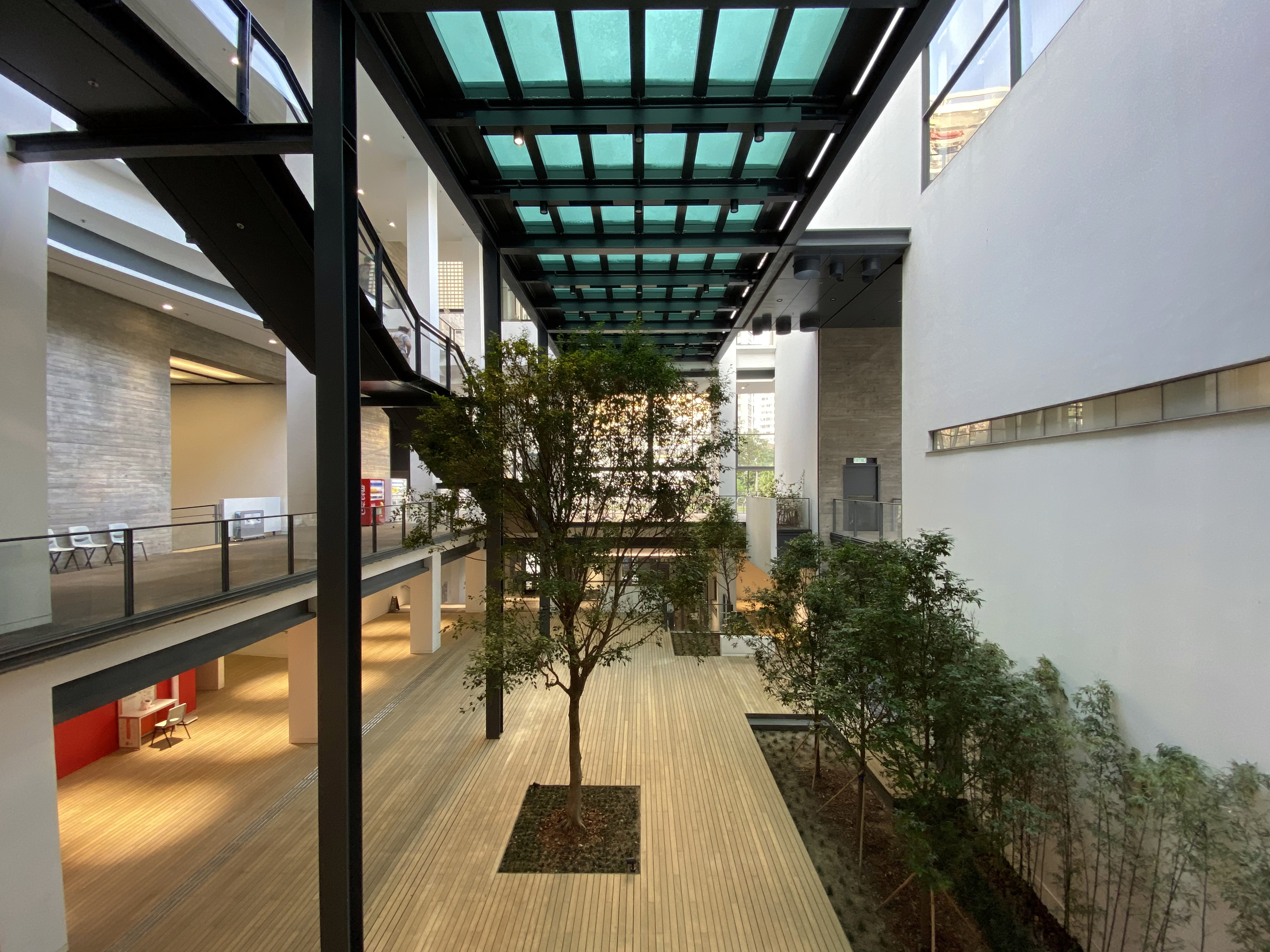
體育館庭院中央種了樹木，到10月才對外開放

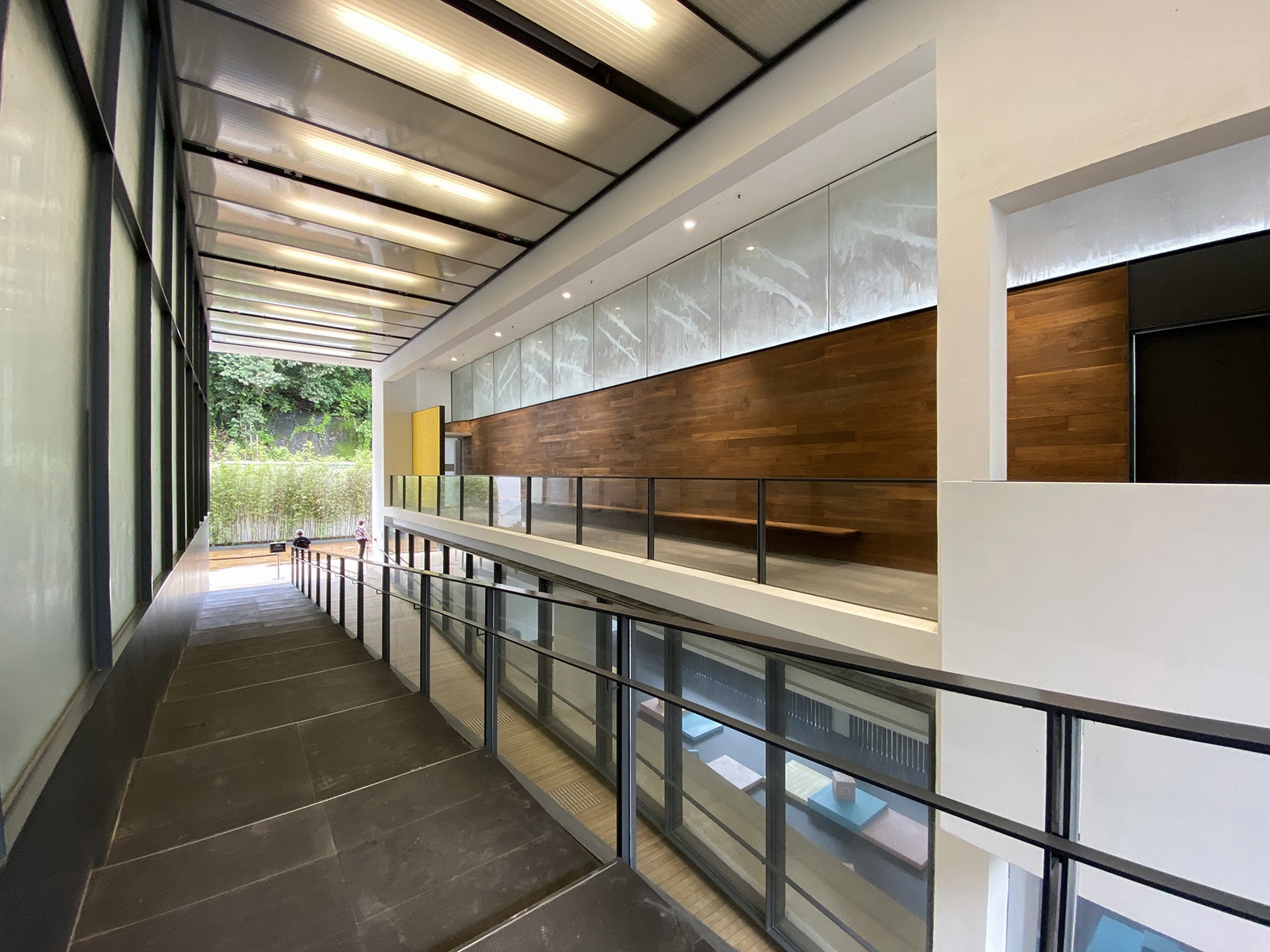
建築師希望身在建築裏的人可以互相看見，因此在地下和來往UG層的坡道上採用落地玻璃設計。不過落成後有關設施經常拉起簾

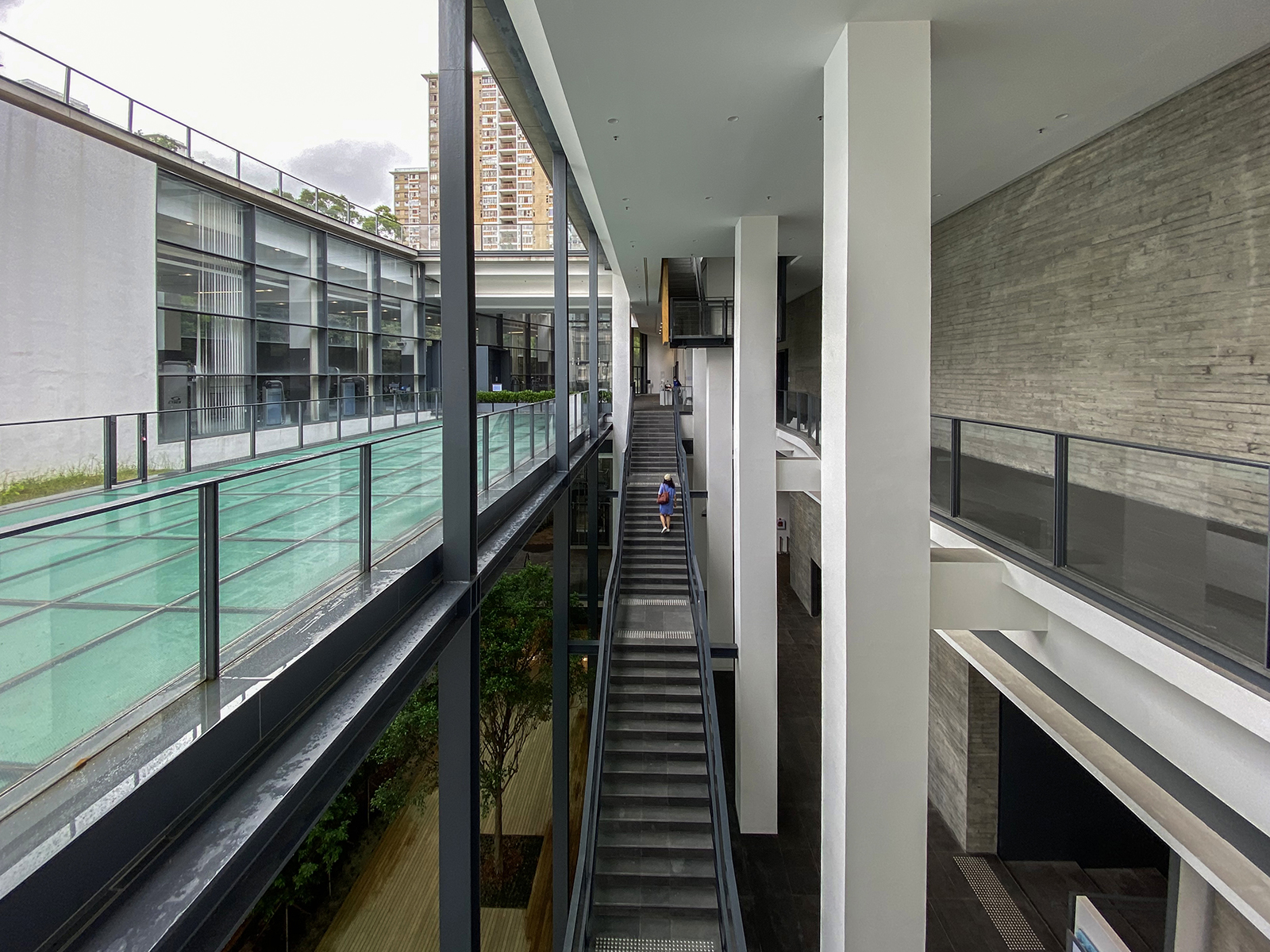
體育館1樓部分平台以花槽圍封，未有開放

車公廟體育館（英語：Che Kung Temple Sports Centre）位於香港新界沙田頭沙田頭路10號，毗鄰秦石邨，是沙田區內第7個體育館。體育館佔地約6200平方米，於2020年初落成，但因2019冠狀病毒病疫情由7月末延至同年9月17日才啟用，由康樂及文化事務署管理。建築物由建築署高級建築師溫灼均負責設計。
雖然車公廟體育館以「車公廟」三字為名，但位置遠離車公廟，要超過6-7分鐘步程，引起民間團體認為公共設施胡亂跟從港鐵站命名。

## 歷史
早在1996年，前區域市政局有意將該土地發展成體育館，不過到1999年因「殺局」而延遲20多年才實現，成為前區域市政局留下的地區工程項目之一。體育館位置在2002年曾經為臨時籃球場，之後變成臨時停車場。直至2009年10月23日，康文署才就興建體育館諮詢沙田區議會，並獲議員支持，過程長達5年。
在2013年4月25日，康文署就體育館設計方案諮詢沙田區議會，由於工程涉及斜坡鞏固工程，體育館佔地由原先的5300平方米增至6200平方米，停車場的面积亦須減少。
其後，時任民政事務局副局長許曉暉於2014年4月11日出席香港立法會民政事務委員會會議期間，在會議上宣佈興建此體育館，並將於同年5月向工務小組委員會提出建造此大樓的撥款的申請，以加強沙田區的康體設施服務，造價原預計約為6.48億港元。同年6月，政府向立法會財務委員會建議，把工程計劃提升為甲級。
2015年3月20日，立法會委員會工務小組批准有關撥款申請。民政事務局在2014年4月曾表示體育館會在2018年落成，但最後到2020年才啟用。而工程期間曾經發生晚間違規製噪音滋擾事件，承建商中國路橋工程有限責任公司裁定違反《噪音管制條例》，被判罰款18000港元。
2020年9月17日，車公廟體育館投入服務。

## 設計
車公廟體育館外型有別於傳統舊式的康文署體育館，採用不少混凝土以及綠化設計，貌似全港規模第二大的屏山天水圍公共圖書館，其公共空間設計則出自建築署總建築師溫灼均，空間配有工整的落地玻璃窗，並以灰白混凝土牆面牆身，希望令使用者在館內穿梭不同空間時，能飽覽戶內活動狀況和以及戶外景色。溫接受《明報》專訪時提及，體育館設計希望市民走入館內的公共空間可以「任行」，並在坡道上「不論在不同房間、戶外戶內空間，人們會互相欣賞各自在做的事」，又指舞蹈室設落地大玻璃後，室內使用者可看到附近山景，遊人亦能看進大樓的視角。因此在地下和來往UG層的坡道上採用落地玻璃設計，可讓遊人分別看到多用途室和舞蹈室的活動，不過也承認管理部門康文署最初是有點抗拒。不過落成後有關設施經常拉起簾，無法達到建築師的理想。
此外，體育館整體設計不規則，佈局層層遞進，與附近山巒環境融為一體，能夠保留車公廟附近一帶村民崇拜風水山的傳統。另外，因體育館後方有祖先山墳，因此設計上提供一條通道往該處，並無需穿入體育館內部。體育館外多個位置為庭園，讓建築物與周邊自然環境融合。而館內長廊採用開放式設計，不設空調，設多個戶外空間來連接不同康樂設施，將自然光以及大自然景觀引入館內以達至綠化效果，體育館外牆則用上了清水混凝土、太陽能發電板及雨水收集電力等環保裝置，以減少室內用電量。

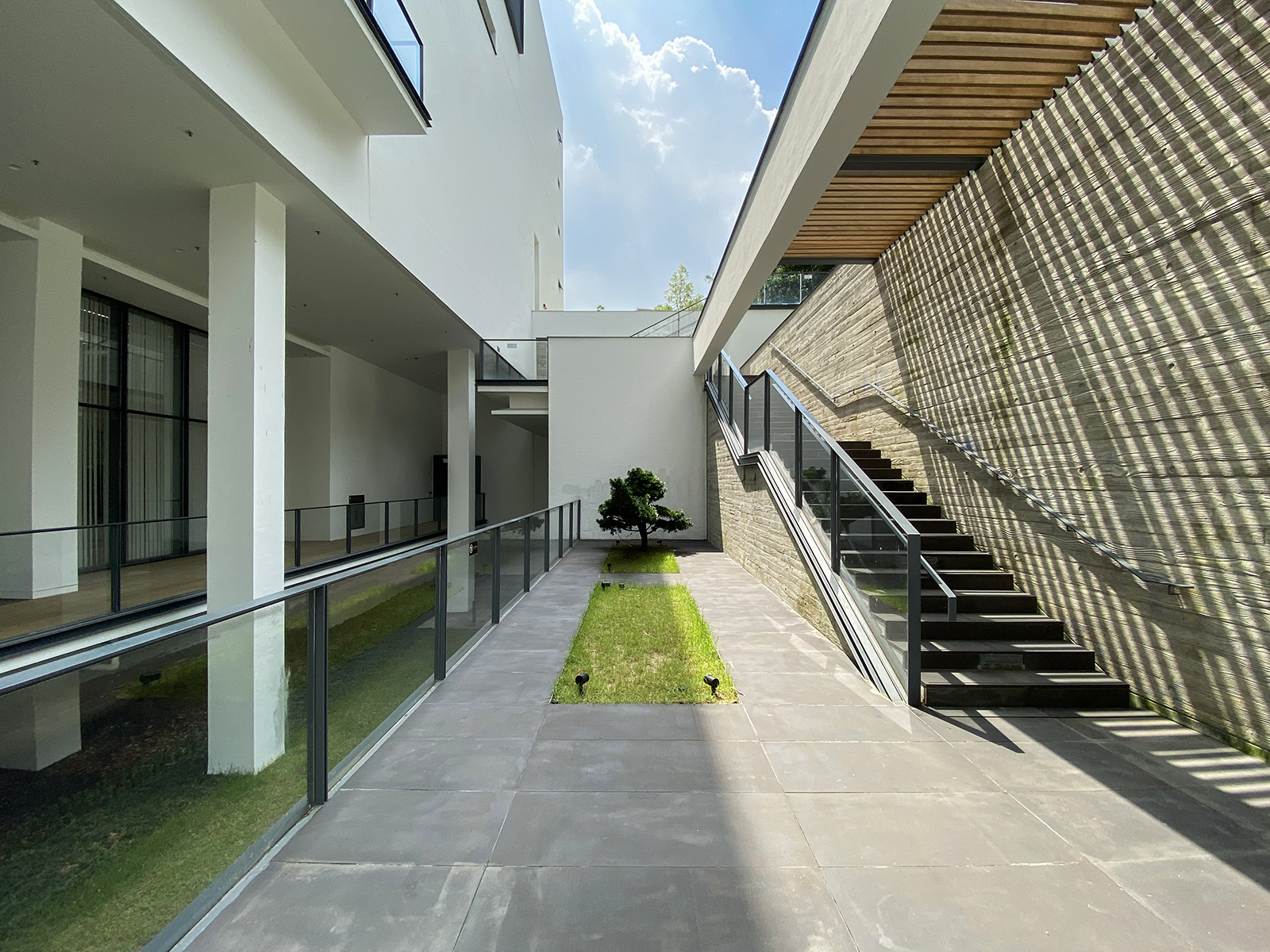
體育館外的樓梯
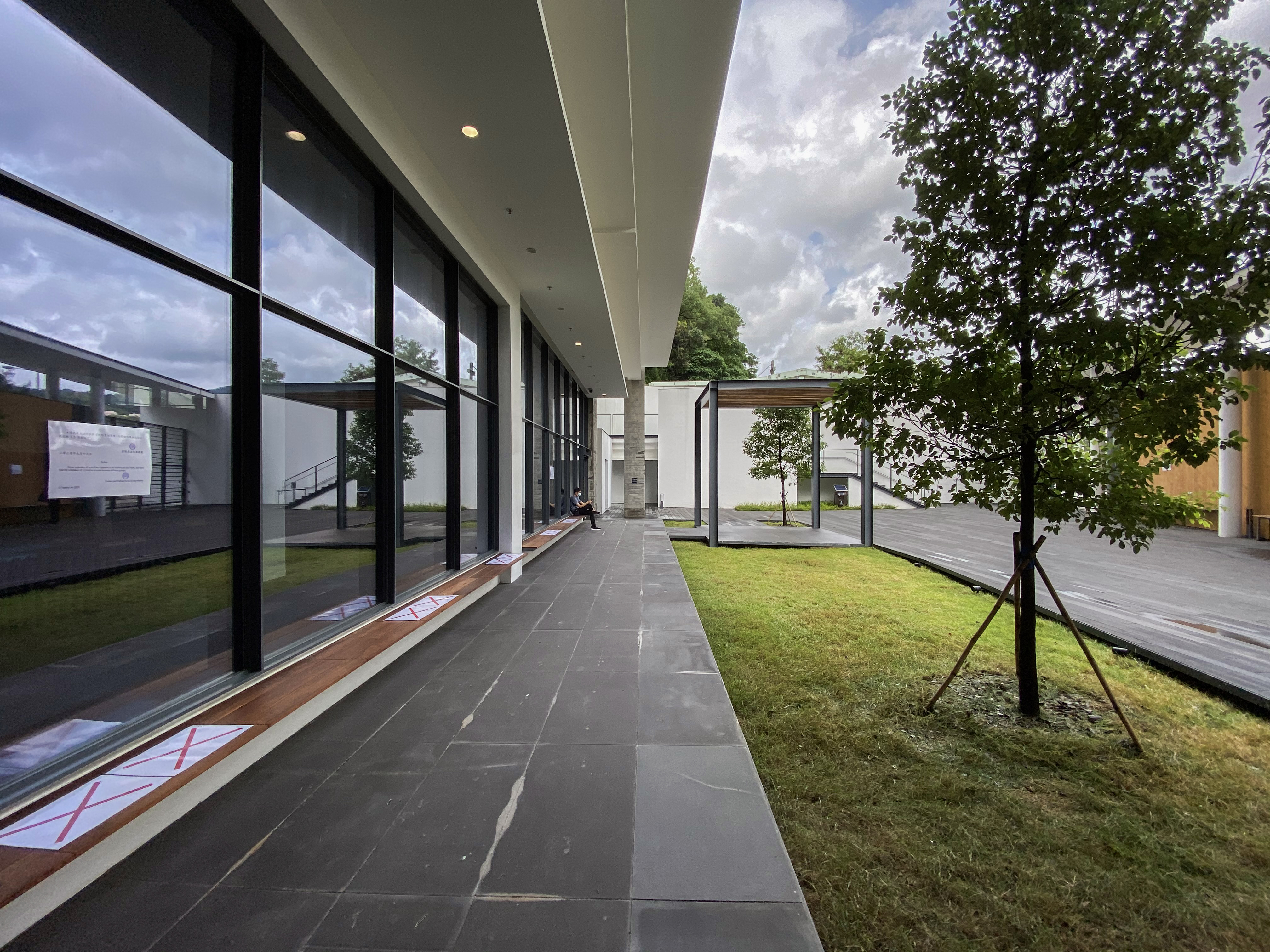
兒童遊戲室外的廣場
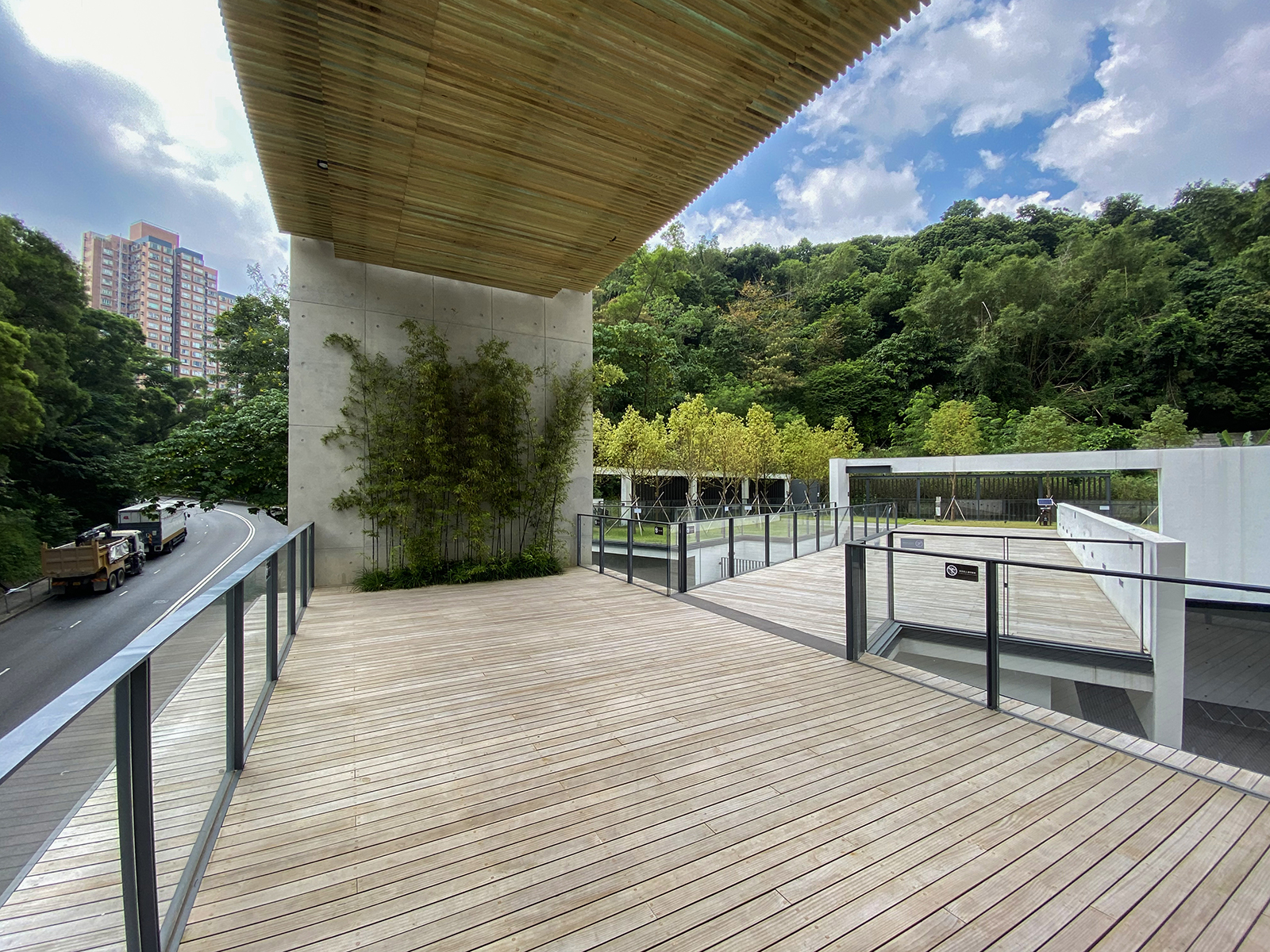
1樓戶外花園
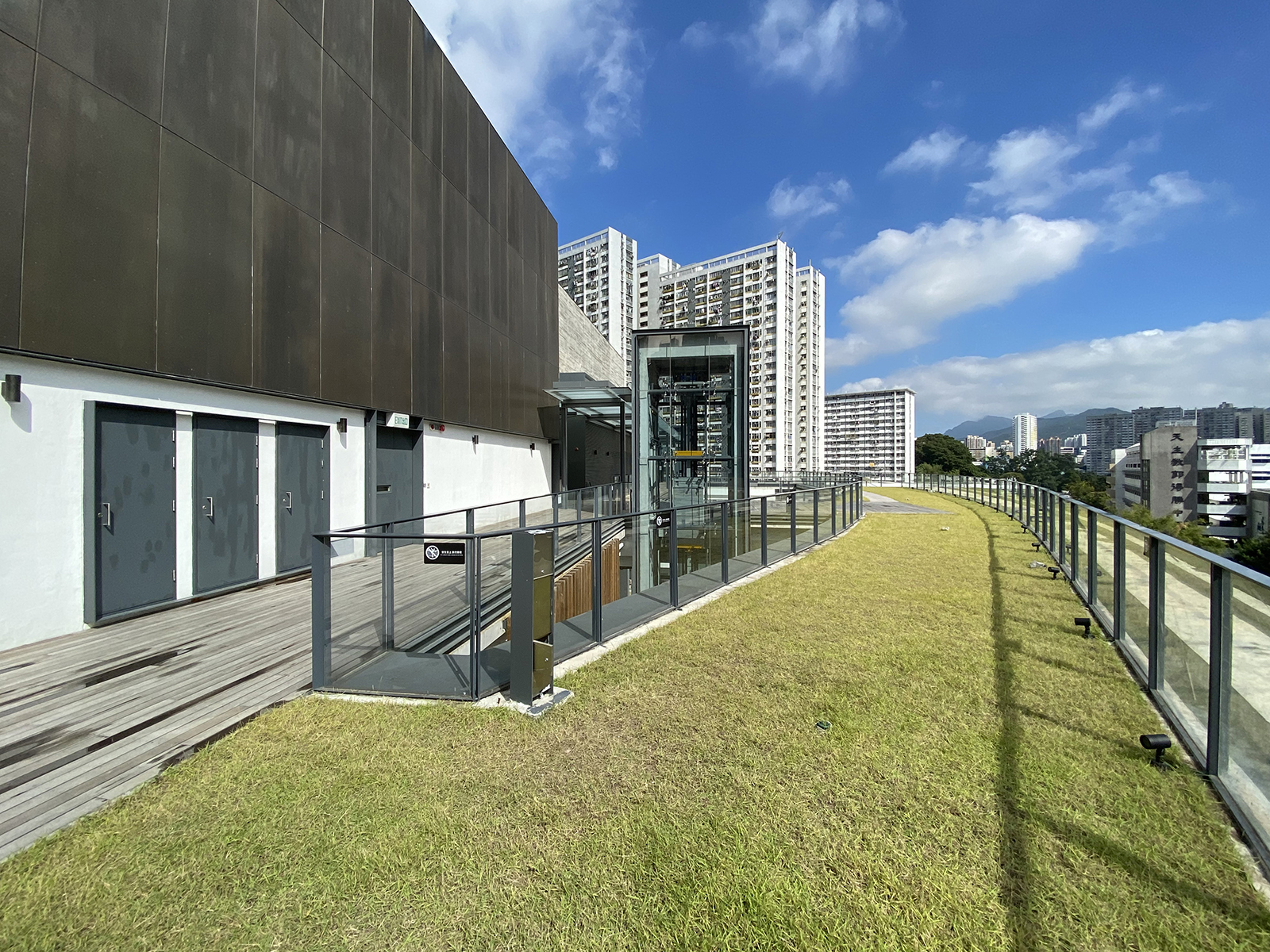
2樓戶外花園
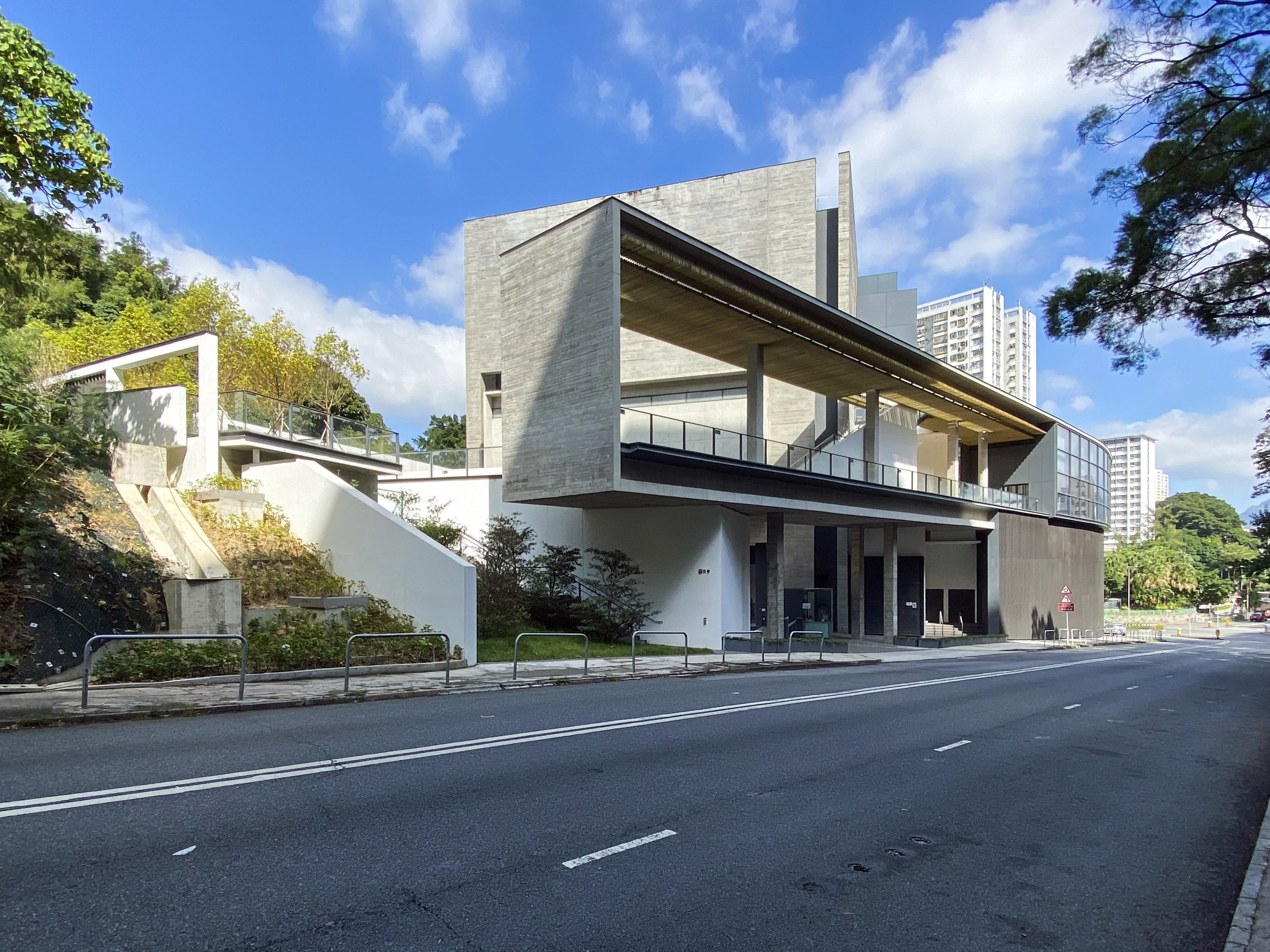
體育館外貌

## 設施

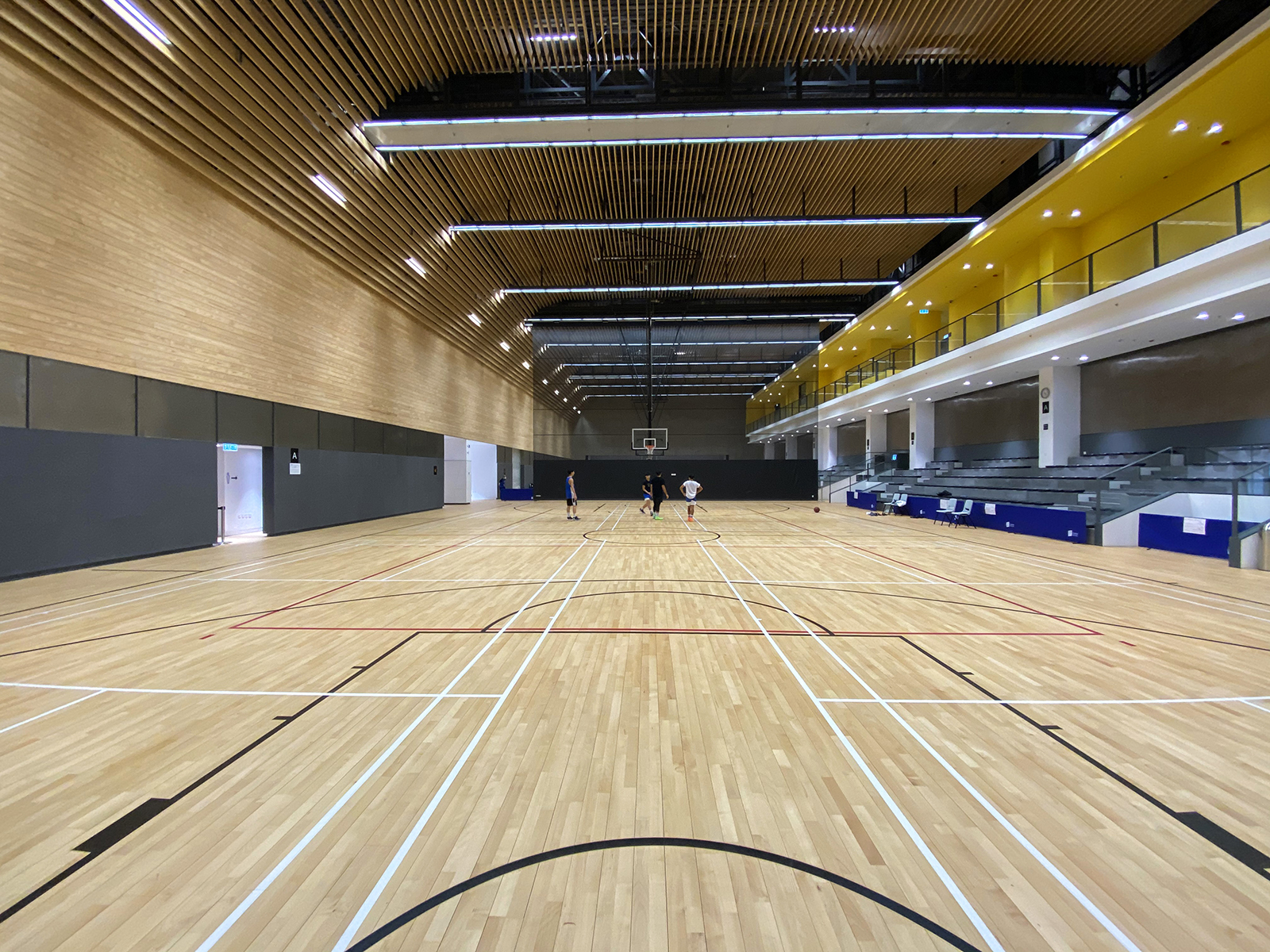
1樓為可容納約1000名觀眾的主場館

體育館樓高4層，地下下層設兒童遊戲室和訂場處。遊戲室外設廣場，不過不能與外面的街道相通；地下上層為中央庭院和洗手間；UG層為乒乓球室、活動室和舞蹈室；1樓為健身室和可容納約1000名觀眾的主場館，可用作兩個籃球或排球場、或8個羽毛球場。2樓為天台花園，但一直圍封，到2020年11月末才對外開放。

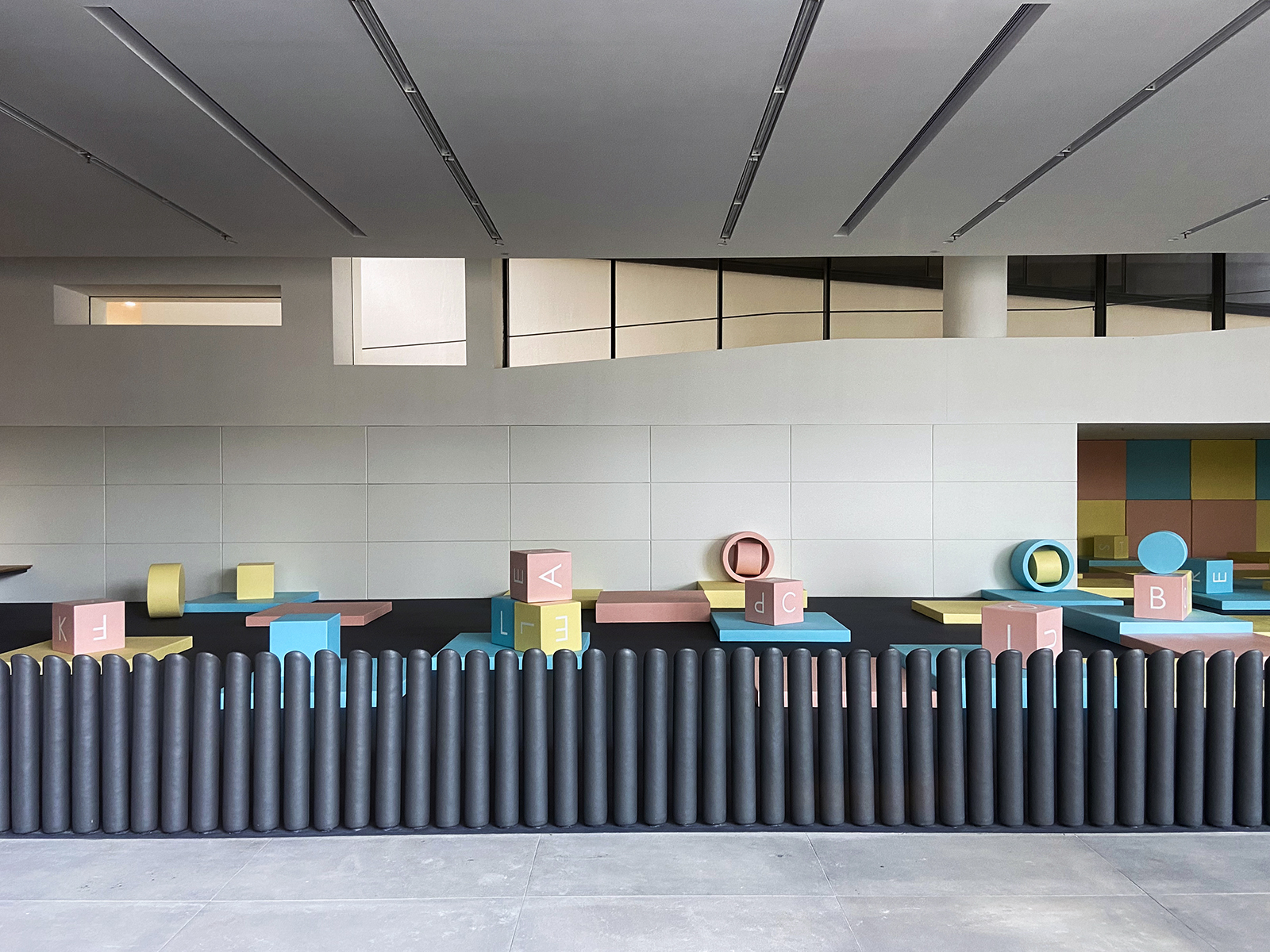
兒童遊戲室只設簡單設施
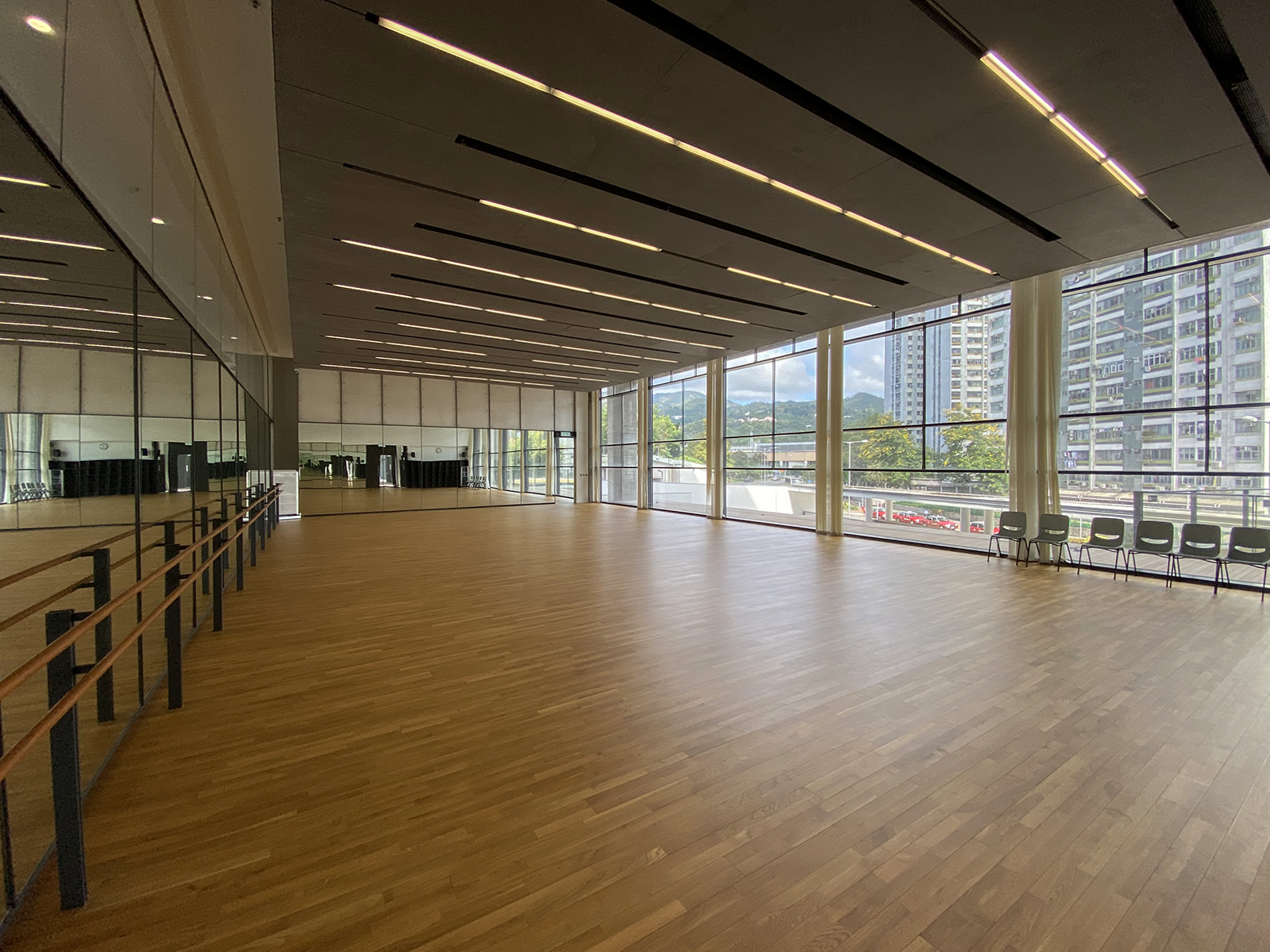
舞蹈室
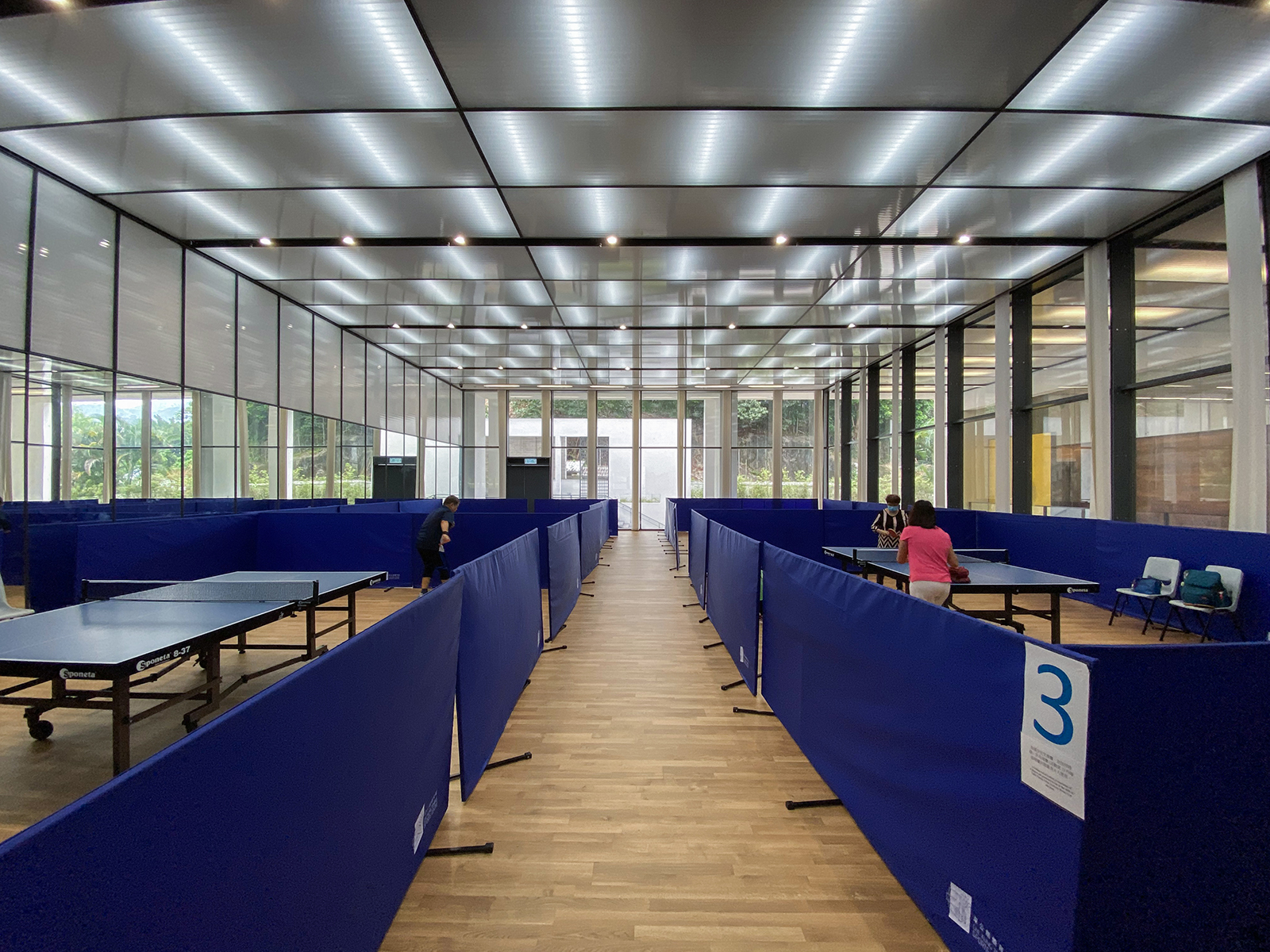
室
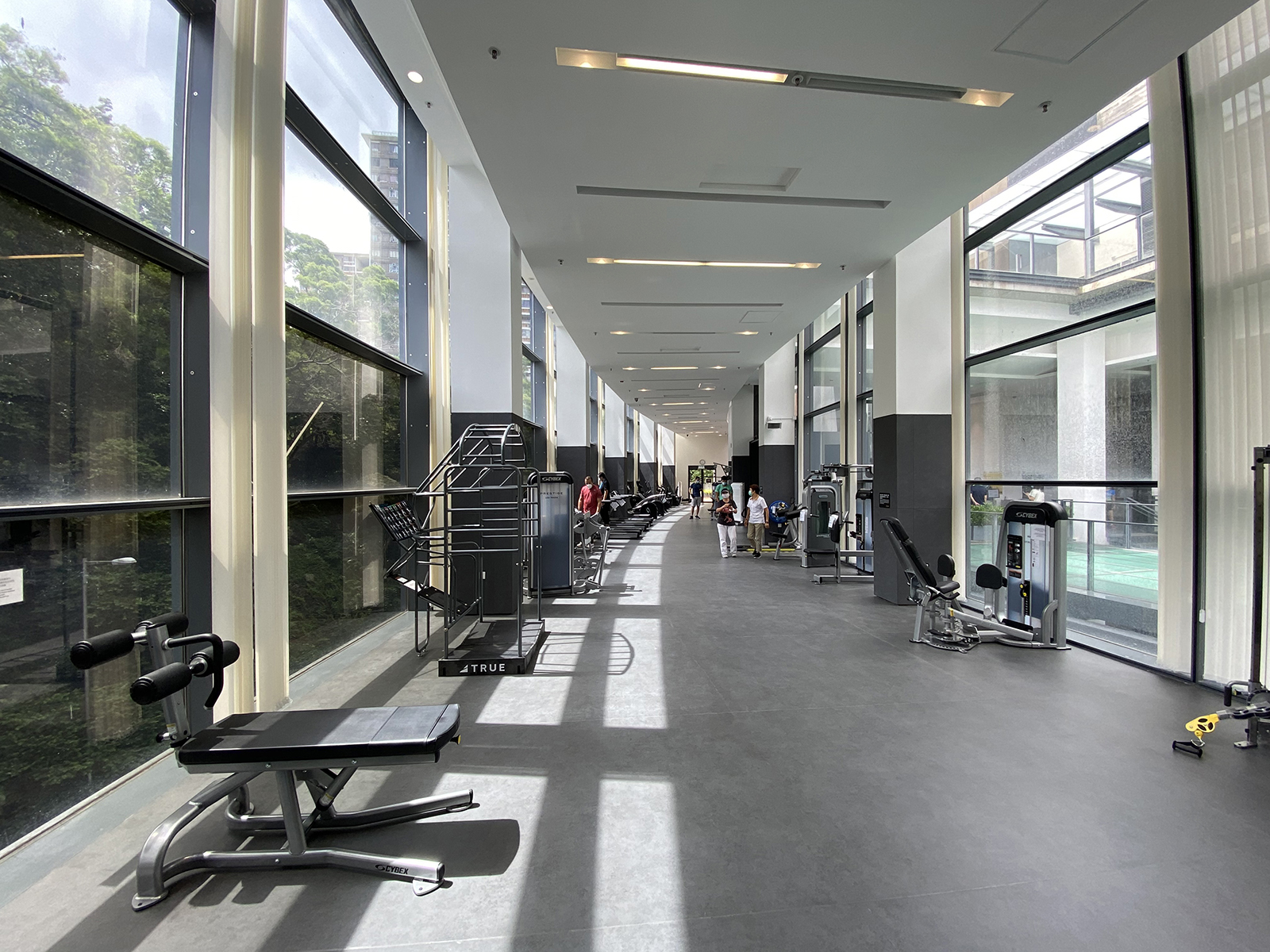
健身室
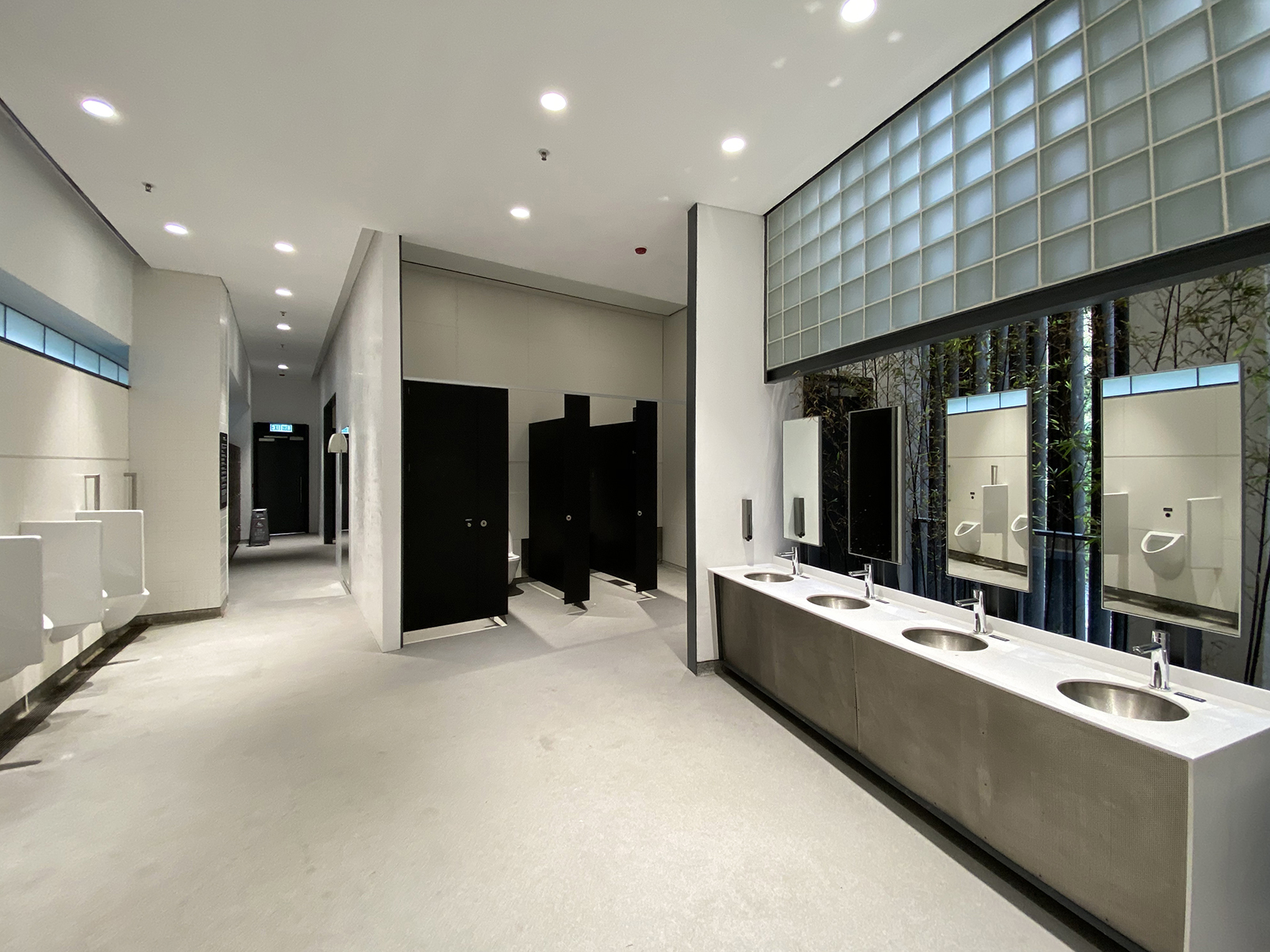
UG層洗手間背後為小竹林

## 評論
車公廟體育館照片刊登在國際建築網站後，引起香港當地的社交平台熱烈討論。有網民表示建築物很漂亮，設計與出自同一名建築師的屏山天水圍公共圖書館一樣。不過也有人認為建築物奇奇怪怪，以為是另一位建築署高級建築師鍾鳴昌設計的和合石橋頭路靈灰安置所，有人慨嘆香港人「無美感可言」。

## 開放時間
- 每天07:00-23:00（定期保養日除外）
- 每月的第2個及第4個星期四上午7時至下午1時暫停開放作保養。（如果當日為公眾假期，保養日則順延至下一個工作日）。

## 鄰近地方
- 秦石邨
- 基督教香港信義會救恩堂
- 李屋村
- 天主教郭得勝中學

## 興建圖片

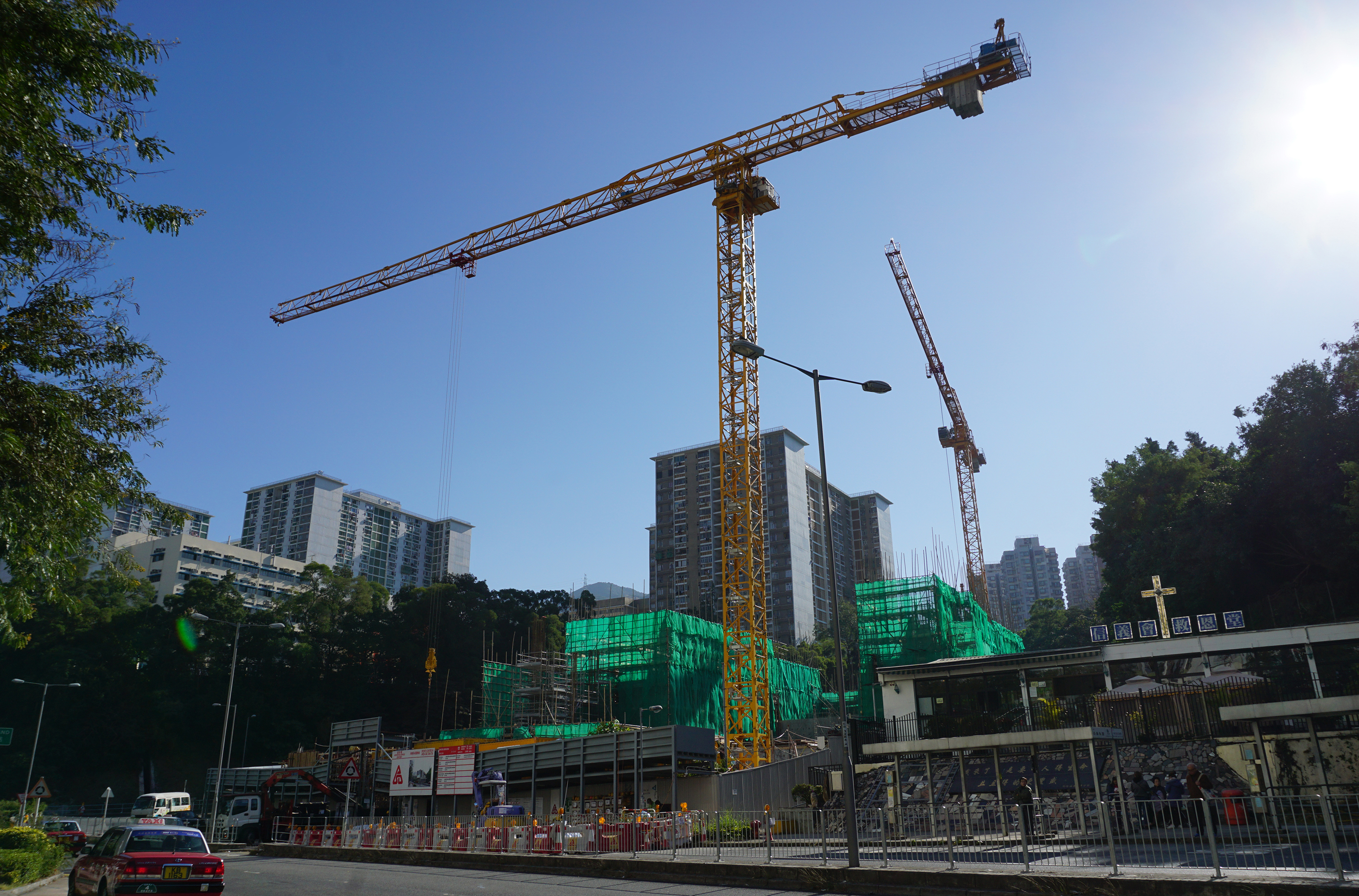
2017年12月
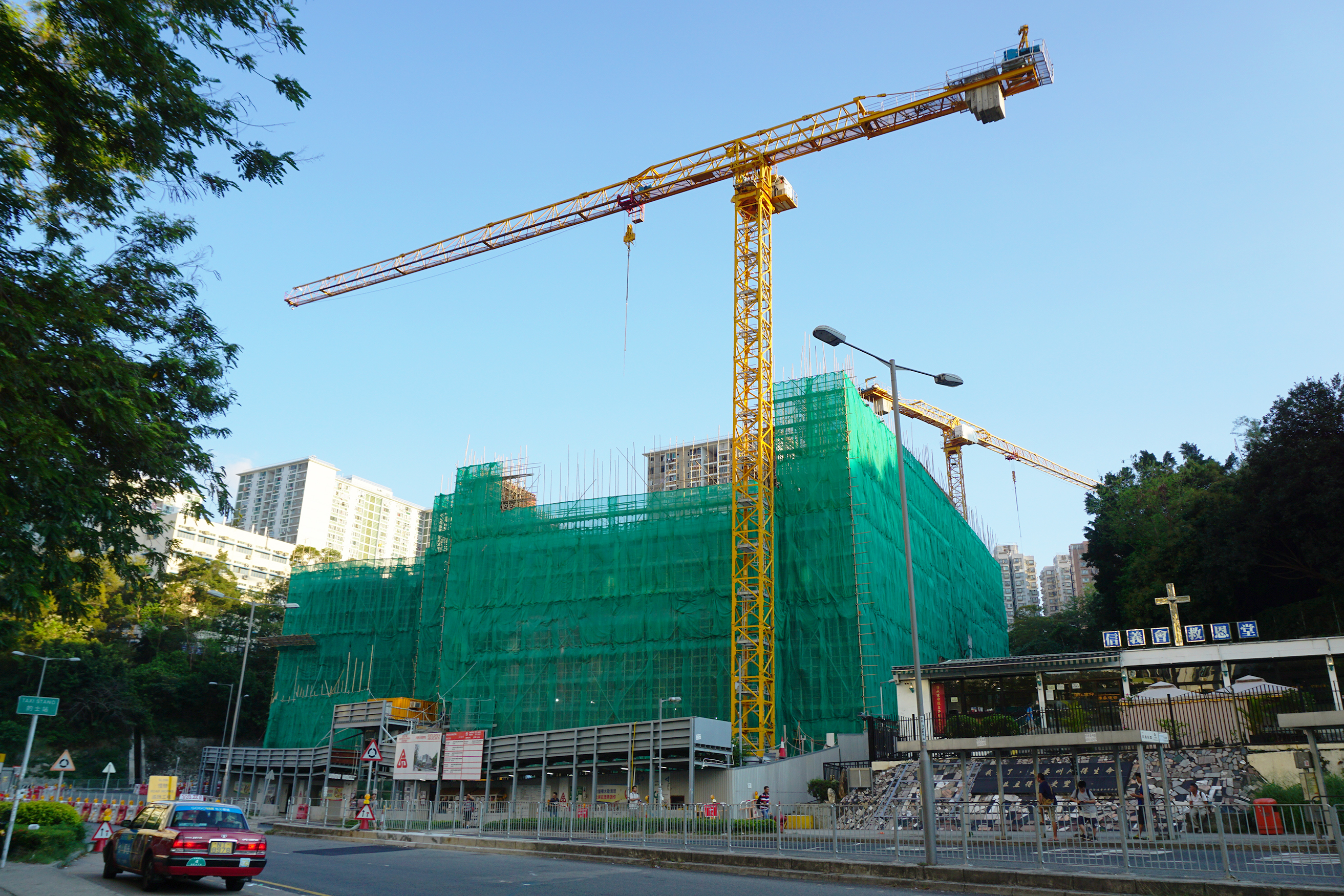
2018年5月
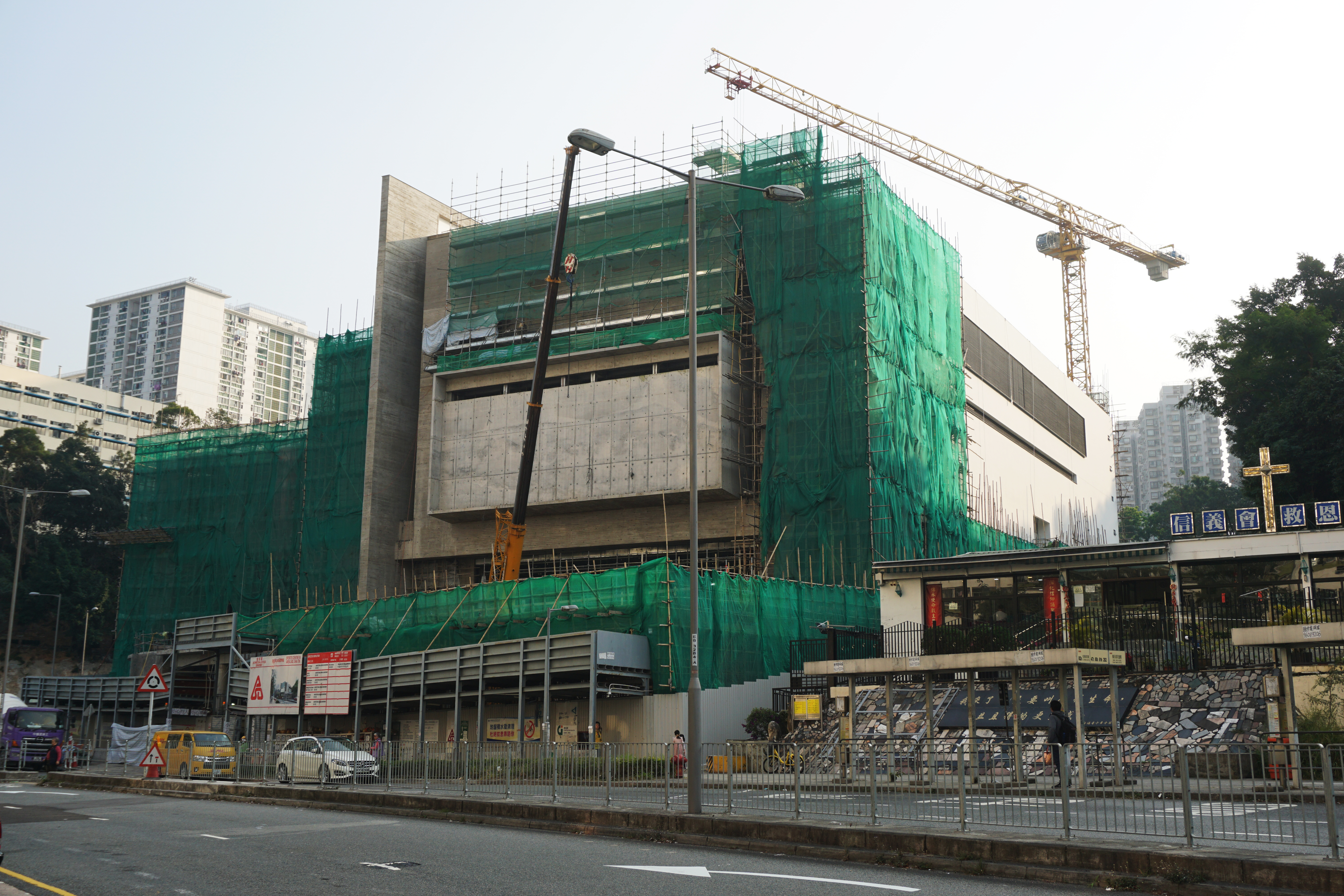
2019年1月